# Tân Thành, Krông Nô
Tân Thành là một xã thuộc huyện Krông Nô, tỉnh Đắk Nông, Việt Nam.

## Địa lý
Xã Tân Thành nằm ở phía tây huyện Krông Nô, có vị trí địa lý:
- Phía đông giáp xã Đắk Drô
- Phía tây giáp các huyện Đắk Mil và Đắk Song
- Phía nam giáp xã Nâm Nung
- Phía bắc giáp thị trấn Đắk Mâm và xã Nam Xuân.

Xã Tân Thành có diện tích 88,09 km², dân số năm 2020 là 4.274 người, mật độ dân số đạt 49 người/km².

## Hành chính
Xã Tân Thành được chia thành 5 thôn: Đắk Hoa, Đắk Lưu, Đắk Na, Đắk Ri, Đắk Rô.

## Lịch sử
Xã Tân Thành được thành lập vào ngày 6 tháng 6 năm 2005 trên cơ sở 8.689 ha diện tích tự nhiên và 2.452 người của xã Đắk Rồ.
Ngày 12 tháng 1 năm 2021, Ủy ban Thường vụ Quốc hội ban hành Nghị quyết 1190/NQ-UBTVQH14 về việc điều chỉnh địa giới đơn vị hành chính cấp huyện, xã thuộc tỉnh Đắk Nông (nghị quyết có hiệu lực từ ngày 1 tháng 2 năm 2021). Theo đó:
- Điều chỉnh 2,60 km² diện tích tự nhiên và 270 người của thôn Đắk Tân thuộc thị trấn Đắk Mâm về xã Tân Thành quản lý
- Điều chỉnh 2,58 km² diện tích tự nhiên của thôn Đắk Ri thuộc xã Tân Thành về xã Nam Xuân quản lý.

Sau khi điều chỉnh địa giới hành chính, xã Tân Thành có 88,09 km² diện tích tự nhiên và 4.274 người.